# Ou centenari
Un ou centenari (松花蛋), també conegut com a ou mil·lenari, ou de mil anys o pidan (皮蛋, en xinès “pi” significa dur o goma i “dan” significa ou), un plat considerat una delícia xinesa, i que s'elabora mitjançant la preservació d'un ou d'ànec, de gallina o de guatlla en calç viva, argila, cendres, i diversos minerals (generalment requereix un entorn alcalí) durant diverses setmanes o mesos segons el tipus de processament. L’ou centenari es pot emmagatzemar i usar-lo durant anys sense que es podreixi o es faci malbé.
A mesura que passa el temps el rovell es va tornant de color marró amb tons verdosos, l'aroma que desprèn recorda la d'un formatge fort, amb notes lleugeres de sofre i amoníac. El gust no resulta tan intens: són salats i saborosos, fins i tot umamis i picants. La textura de l'ou és gelatinosa, la clara es gelidifica i els rovells es tornen sòlids. Se serveix generalment com un aperitiu.
L’ou centenari va sorgir inicialment a la Xina. Algunes històries expliquen que van sorgir accidentalment, altres que es buscava un mètode de conservació dels ous. Les descripcions més primerenques de la seva preparació es poden trobar al llibre “Young Yu Yue Ling” publicat el 1640 durant la dinastia Ming. Després de fer-se popular a la Xina, va expandir-se a altres regions d'Àsia com Hong Kong o Taiwan. Actualment, es manufactura i consumeix en països com la Xina, Tailàndia, Malàisia, Singapur i Corea del Sud.

## La fermentació alcalina i els seus components

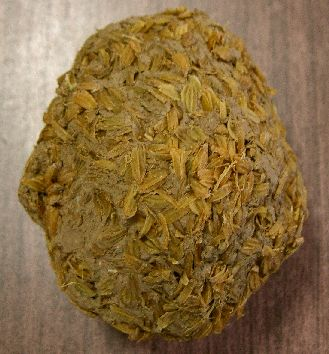
Embolcall de l'ou centenari

### Fermentació alcalina

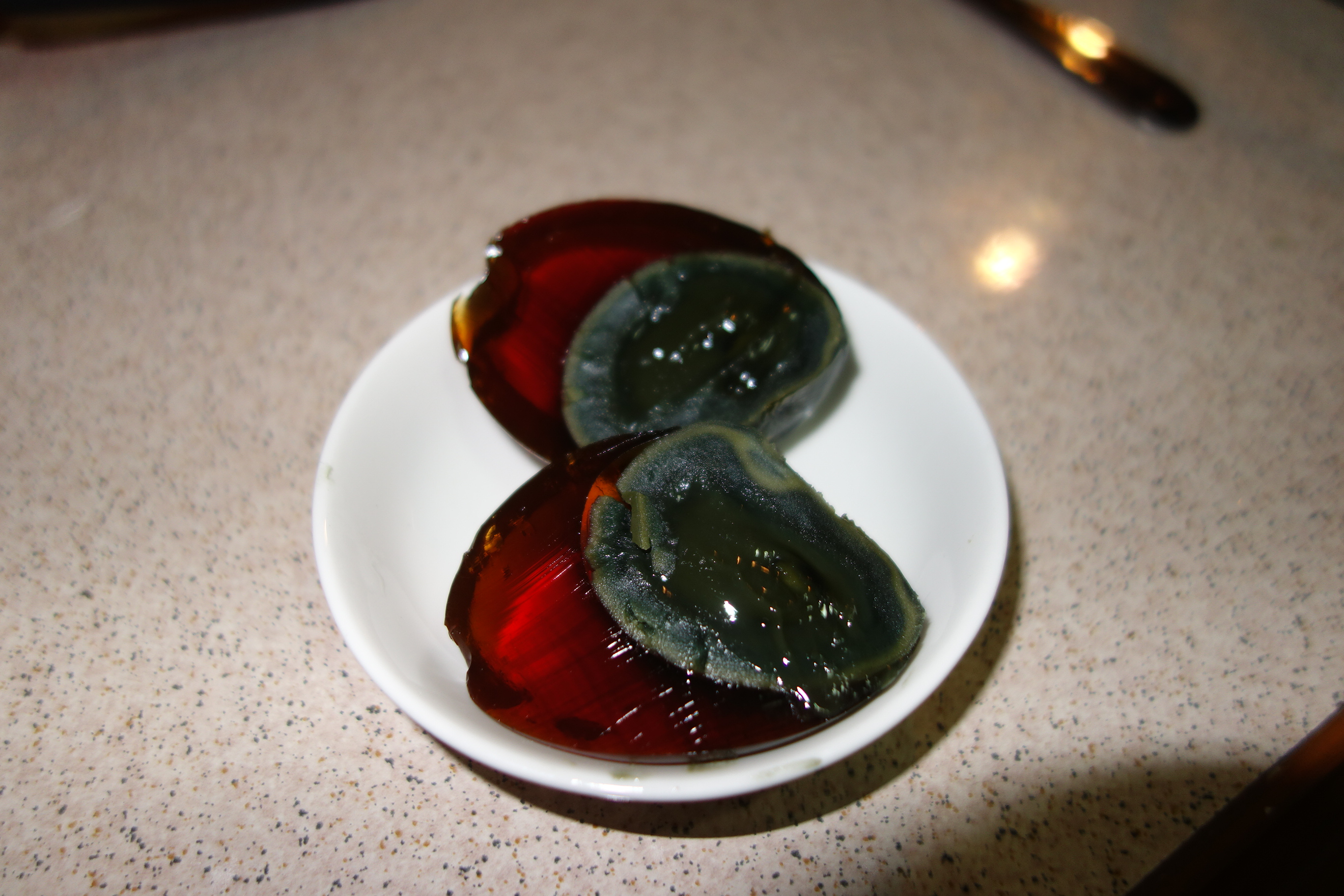
Ou centenari, pidan, obert per la meitat. Es poden apreciar els colors verd-marronosos i textures gelatinoses de la clara i el rovell després de la fermentació.

El pidan és un aliment generat gràcies a sotmetre un ou d’aviram (normalment d'ànec, però també poden ser de gallina o guatlla, entre d'altres) a una fermentació alcalina. La particularitat d’aquest procés és que, a diferència d'altres aliments que també pateixen aquest procés, la fermentació del pidan no es deu a la presència de certs microorganismes, sinó que la provoca les condicions bàsiques del medi on es troba.
El medi alcalí, que provoca un augment del pH a valors bàsics per sobre de pH=7, és una barreja de diferents elements que, conjuntament, generen una sèrie de canvis fisicoquímics als components de l’ou com, entre d'altres, la gelatinització de la clara o el canvi de color general. En concret, els ingredients són el NaOH (hidròxid de sodi), que és producte de la reacció entre el Na2CO3 (carbonat de sodi) amb l'aigua i el CaO (òxid de calci). De manera alternativa, també es pot emprar NaOH de caràcter alimentari directament. Les reaccions de transformació que tenen lloc per donar el NaOH són les següents:
{\displaystyle {\ce {CaO + H2O -> Ca(OH)2}}}
{\displaystyle {\ce {Ca(OH)2 + Na2CO3 -> 2NaOH + CaCO3}}}
Un cop s’exposa aquest medi a l’ou, el NaOH penetra a l’interior del mateix a través dels porus de la closca (entren els ions OH-, Na+ i Cl-) i la membrana semipermeable gràcies a l’efecte de la pressió osmòtica. Un cop el NaOH ha penetrat a l’interior, el pH intern es trona bàsic provocant una hidròlisi de les proteïnes de la clara resultant en diferents varietats de polipèptids i aminoàcids lliures que atorguen els components volàtils i colors característics del pidan. La tendència del pH és augmentar fins a un màxim quan, aleshores, per la deposició de metalls pesants sobre els porus de la closca de l’ou, es manté constant ja que no pot entrar més solució alcalina. És en aquest moment quan la solució alcalina comença a difondre cap al rovell de l’ou on també hi ha diferents canvis fisicoquímics.
Aquesta hidròlisi, principalment de l'ovoalbúmina, que és la proteïna principal constituint un 55% de la clara total, a més, permet la gelatinització de la clara a causa de la formació d’agregats que s’organitzen en una xarxa ordenada tridimensional fibrosa i regular. Altres proteïnes que es poden veure afectades són les pròpies de la clara de l’ou, com la ovotransferrina, l'ovoglobulina, ovomucina o ovomucoide encara que la principal afectada, a causa de la seva elevada quantitat, és l’ovoalbúmina.

#### Canvis estructurals
Així doncs, les proteïnes es desnaturalitzen exposant els seus grups hidròfobs interns a la superfície. Al mateix temps, s’ionitzen diferents grups funcionals perquè el pH del medi és superior al del punt isoelèctric de la majoria de proteïnes donant peu a una desprotonació de les mateixes, és a dir, que tinguin una càrrega negativa. En conseqüència, els grups hidròfils de les proteïnes es carreguen negativament exposant els grups hidròfobs interns, reduint la solubilitat i viscositat. D’aquesta manera, les principals interaccions que es formen entre els diferents components per formar la xarxa són enllaços iònics, hidròfobs i ponts disulfur entre els nuclis de sofre dels aminoàcids que en continguin. En addició, aquesta proteòlisi de l’ovoalbúmina en els seus monòmers li proporciona una valència baixa, és a dir, només pot establir un baix nombre de punts de contacte amb altres monòmers permetent, en conseqüència, una textura gelatinosa, oberta i suau.
Entrant més en detall en els processos estructurals de la fermentació alcalina es pot veure com, en una primera instància, es desnaturalitzen només les estructures quaternàries i terciàries de les mateixes sense modificar la primària ni la secundària. Arriba un punt on aquestes dues últimes es danyen, augmenten els ponts disulfur entre agregats proteics i l’aigua s’hi uneix formant un col·loide amb les proteïnes, clau pel procés de gelatinització. Aquest dany de l’estructura primària té lloc al mateix temps que la reacció de Maillard on els grups d’alguns aminoàcids lliures reaccionen amb la glucosa donant un producte intermedi de la mateixa reacció. El resultat és un producte marronós responsable del color de l’ou.
Altres evidències (obtingudes a partir de proves experimentals com el dicroisme circular o la dispersió angular de raig X) demostren que el tractament alcalí, tot i desnaturalitzar l’ovoalbúmina en algunes regions com en el seu extrem N-terminal, conformat principalment per hèlix alfa, no acaba de desfer tota la seva integritat estructural, sinó que l’ovoalbúmina encara manté certa forma globular, és a dir, no es descompon completament a causa del pH bàsic.

#### Elements crítics que influencien el procés
Durant el procés de fermentació alcalina hi ha diferents elements que tenen una influència directa. Primer, els ions metàl·lics, tant els monovalents com els multivalents blinden les proteïnes carregades negativament afavorint l’establiment d’enllaços creuats (cross-linking).
Un altre element important és la concentració de sal (NaCl) ja que el seu paper és fonamental en la gelatinització de l’ou en quant a la seva influència en les interaccions proteïna-proteïna. Si les concentracions dins l’ou de NaCl són superiors a 0,25M, la formació de gel és inhibida perquè les interaccions entre proteïnes no es poden donar. Així mateix, contra més alt és el pH i la concentració de sal, el rovell se solidifica i s'endureix més. L’estructura resultant de l’ou en tots els casos és molt resistent ja que pot mantenir-se intacte, fins i tot, després d’una cocció posterior.
Els canvis d’humitat també són un element variable durant el procés de fermentació perquè, a mesura que passa el temps, la humitat migra a l’exterior de l’ou fins a la formació del gel. Gràcies als canvis d'humitat té lloc el fenomen de la liqüefacció perquè, a mesura que les proteïnes van desnaturalitzant-se, van alliberant molècules d'aigua  que passen a ser molècules lliures en el medi que poden migrar segons l'osmosi. Un cop els enllaços de l'estructura secundària es trenquen (les fulles beta i les hèlix alfa es desfan) tornen a quedar grups carregats lliures que s'uneixen, amb enllaços d'hidrogen, a l'aigua lliure per gelidificar. Si el NaOH continua entrant dins l'ou aquest pot danyar-se tornant a patir una liqüefacció.

#### Canvis del rovell
Paral·lelament, el rovell pateix diferents canvis, entre els quals, es produeix una saponificació dels lípids lliures a causa de l’alcalinitat provocant una reducció del contingut lipídic en el pidan. De la mateix manera, el NaOH també hidrolitza lipoproteïnes i livetina, compostos amb un alt contingut en sofre. Així doncs, ions sofre (S2-) són alliberats reduint, al seu temps, ions de ferro (Fe3+ a Fe2+) donant peu a la formació de FeS (sulfur de ferro), responsable de la coloració del rovell.

#### Dotació microbiològica
Finalment, cal destacar que el pidan, tot i patir una fermentació alcalina a causa dels elements del medi, sí que presenta una certa dotació microbiològica composta, principalment, per soques del gènere Staphylococcus spp que no produeix coagulasa, dues soques de Bacillus spp. i bacteris coliformes.

### Components
El paper de cada ingredient que s'empra per fer el procés és el següent:
- El Na2CO3 és l’ingredient principal de fabricació del pidan amb un 96% de puresa. Absorbeix l’aigua de l’ambient augmentant de pes aparent. També reacciona amb CO2 donant bicarbonat de sodi.

{\displaystyle {\ce {Na2CO3 + H2CO3 -> 2NaHCO3}}}
Aquest element també pot reaccionar amb àcids.
- El CaO, òxid de calci o cal seca també és important. Quan el compost absorbeix aigua es transforma en Ca(OH)2, alliberant calor, fenomen important per matar qualsevol microorganisme en la fermentació. També reacciona amb el CO2 resultant en CaCO3 (carbonat de calci) que ajuda a la gelatinització i té un efecte refredant.

Aquests dos components reaccionen conjuntament per donar NaOH, el responsable del viratge de pH a un medi alcalí per permetre la fermentació. A més, els ous centenaris produïts amb una mescla de Na2CO3 i CaO tenen una closca més gruixuda i ferma que no pas els ous fets a partir d’una addició directa de NaOH.
- El NaOH o hidròxid de sodi absorbeix H2O i CO2 de l’aire formant Na2CO3. És altament corrosiu i ha de tenir una concentració òptima del 4-5% en la mescla de conserva.[6] En mètodes de processament recents, s'ha establert, a més, que la millor concentració de NaOH per permetre la coagulació de les proteïnes s'ha de mantenir entre 3,6-4,6% (triga entre 4 a 8 o 2 a 4 dies respectivament, també varia el temps de conserva). Quan la concentració és inferior a 1,6% les proteïnes són incapaces de coagular i no es pot formar el pidan.[2]

{\displaystyle {\ce {2NaOH + CO2 + H2O -> Na2CO3 + 2H2O}}}
- El NaCl o sal té una contribució en quant al sabor. Ajuda a liqüefacció i la gelatinització, inhibeix microorganismes i ajuda a la separació de la closca. Una concentració massa gran evita la gelatinització.[1]

- El PbO o òxid de plom és necessari per fer el pidan de rovell tou perquè evita una sobrefermentació dels components. Té, a més, dos rols principals en el procés de fermentació:
  - Primerament, si el pH de les proteïnes de l’ou és major al valor del punt isoelèctric, pI, es carreguen negativament donant grups COO-. Al seu torn, els ions Pb2+ s’hi uneixen destruint l’estructura proteica.
  - Així mateix, el Pb2+ pot unir-se amb el S2- per donar PbS, responsable de donar color i permet una reducció en la penetració de NaOH dins l’ou.

- El te negre per donar sabor i color. Els seus alcaloides ajuden a la gelatinització.[10]

- De vegades es posa cendra de fusta perquè conté minerals i aromes que augmenten la qualitat i el sabor. El seu alt contingut en Na2CO3 i K2CO3 també pot ser l’aportació majoritària d’aquests components per reaccionar amb el CaO per donar NaOH.[6]

## Mètodes
Existeixen diferents mètodes de preparació del pidan que van des dels més tradicionals fins als més actuals. Tots ells tenen en comú una preparació fonamental del medi de fermentació consistent en una barreja de te, NaCl (clorur de sodi o sal), CaO (òxid de calci), Na2CO3 (carbonat de sodi) i cendra o terra en diferents formats (pols, fang o líquid) i proporcions que, al mateix temps, varien segons les estacions anuals.

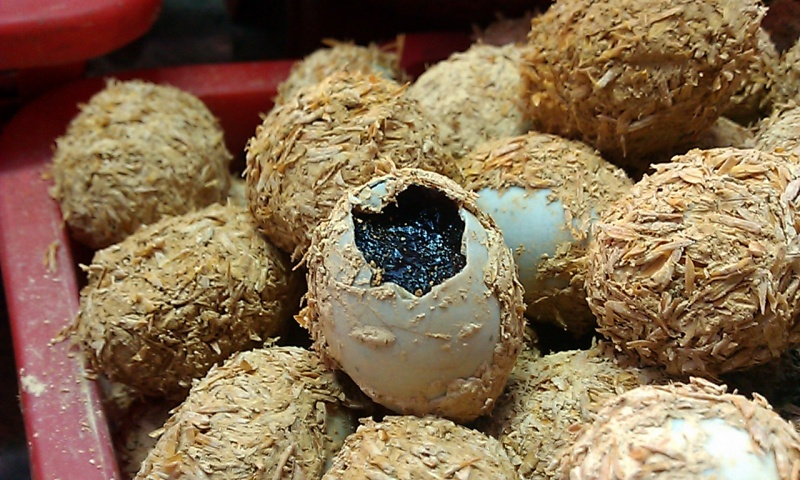
Ou centenari recobert del fang per la fermentació i les peles d'arròs per evitar que s'enganxin entre ells.

N'hi ha tres mètodes tradicionals més coneguts que el mètode d'arrebossat amb pols, mètode d'arrebossat amb fang i el mètode d'immersió. Així mateix, s'han hagut de desenvolupar de nous, com el mètode "tancar i moure", per poder assolir les necessitats de producció del pidan amb una major reproductibilitat entre els diferents lots.

### Mètode d’arrebossat amb pols
Aquest mètode és el més tradicional a més de ser econòmic, senzill i amb resultats relativament ràpids. El mètode en qüestió acaba resultant en el pidan de rovell dur, és a dir, totalment sòlid.
Primerament, els ous s’han d’examinar per acabar de confirmar que estan en bones condicions emprant, per exemple, una font de llum. A continuació, per preparar la pols de l'arrebossat es posa en un morter de fusta CaO ruixat amb aigua que s’absorbeix per tal de trencar-lo en pols. Aquesta pols és tamisada i barrejada amb Na2CO3 i NaCl.
Paral·lelament, es barregen te bullint amb terra seca per formar un fang que serveix com a agent aglutinant per la pols d'arrebossat prèviament formada. Aleshores, els ous es passen pel fang, després s’arrebossen amb la pols i es col·loquen individualment dins una pisa que se segella posteriorment amb més fang.
La fermentació té lloc durant 20 o 30 dies a temperatura ambient.

### Mètode d’arrebossat amb fang
Aquest mètode dona com a producte final pidan de rovell suau, és a dir, rovell semi sòlid. Primerament, els ous es revisen per garantir la seva qualitat i seguretat mitjançant una font de llum.
Com en l’altre mètode, en un morter de fusta es col·loquen els següents components: Na2CO3, CaO i les fulles de te. Acte seguit, s’hi afegeix aigua bullint a aquesta mescla.
A continuació, una petita porció de la mescla anterior es transfereix a un nou morter de fusta amb PbO (òxid de plom) en pols i NaCl. Després de mesclar-ho, s’hi afegeix la terra seca i cendres de fusta incorporant-ho tot fins tenir una mescla homogènia de fang.
Una vegada la mescla es finalitza, els ous es cobreixen amb el fang per posteriorment passar-los per carcasses d’arròs per prevenir que s’apeguin entre ells en la pisa, on es col·loquen un a un segellant-la amb fang per evitar l’entrada d’aire.
La fermentació té lloc durant 40 dies durant l’estiu i 50 dies durant l’hivern.

### Mètode d’immersió
Aquest mètode és resultat de la combinació dels altres dos amb una maceració prèvia dels ous en líquid de conserva. La gran diferència és que, primerament, els ous se submergeixen en el líquid de conserva per, posteriorment, arrebossar-los amb fang o parafina líquida.
El líquid de conserva consisteix en una solució de Na2CO3, te, sal i aigua cuits conjuntament fins a ebullició. Més tard, en un morter de fusta on prèviament s’ha mòlt el PbO i el CaO, s'aboca la solució líquida i s'incorpora tot per després filtrar-se dins la pisa amb els ous que han passat el control de qualitat com en els altres mètodes. La fermentació correcta té lloc entre els 20 i els 25°C durant 45 dies comprovant el seu aspecte periòdicament.
Un cop assolit el resultat buscat, es renten amb aigua i es deixen assecar per ser, posteriorment, recoberts amb el fang del sediment del líquid de conserva o amb parafina líquida.

### Mètode de “tancar i moure”
A causa de la poca reproductibilitat dels mètodes tradicionals i el seu temps llarg de fermentació, s’han hagut de desenvolupar d'altres que permeten homogeneïtat entre els lots de pidan manufacturats.
El concepte principal d’aquest mètode és que el brou de conserva flueix durant la fermentació entre els ous permetent sempre una mescla i distribució homogènia dels components de la solució. El moviment del brou es troba controlat i pot donar-se cada 24 hores, durant 1 hora cada 8 o durant 2 hores cada 12.
El temps de fermentació en el líquid de conserva es redueix a 25 dies. Al mateix temps, aquest mètode substitueix el PbO per ZnO (òxid de zinc) per tal d’evitar la toxicitat del plom sense comprometre la seva funcionalitat ja que els dos components són intercanviables.

## Reaccions químiques i propietats del rovell
Durant la fermentació alcalina i, a causa dels compostos necessaris per a aquesta, tenen lloc diverses reaccions químiques que afecten els components del rovell. Aquestes reaccions són les que donaran al rovell de l'ou centenari la seva textura i gust característic.
Gràcies a l'elevada concentració de sals de la solució de fermentació del pidan, es produeix una migració de l'aigua del rovell a la clara i posteriorment a l'exterior a través de la closca de l'ou. L'anomenat fenomen d'osmosi provoca la deshidratació parcial del rovell, potenciant-ne l'enduriment i l'agregació de proteïnes, cosa que contribueix a aportar la textura gelatinosa característica. Paradoxalment, tot i tenir lloc aquest fenomen, la concentració de sals en el rovell augmenta. La raó és que, a banda que amb la pèrdua d'aigua les sals del rovell (i altres compostos com els pigments) es concentren, les sals són capaces de penetrar a través dels porus de la closca fins al rovell.
A banda de les sals, els compostos de naturalesa alcalina també penetren al rovell, augmentant-ne el pH i afectant directament l'estructura i estabilitat de les proteïnes. La raó és que moltes proteïnes, en desnaturalitzar en pH bàsic, agreguen per tal de protegir els dominis hidrofòbics i adoptar una conformació mínimament estable. Per altra banda, a l'exposar una proteïna a pH per sobre del seu pKa, els grups carboxils es desprotonen, adoptant càrrega negativa. La presència de sals i cations permet formar interaccions entre aquestes proteïnes carregades negativament i formar xarxes proteiques estables (per exemple, el Ca2+ (calci) és molt eficaç formant cross-links entre proteïnes). Aquests dos fenòmens aporten duresa, cohesivitat i configuració com de gel. També permeten que el rovell augmenti en densitat, passant d’una composició líquida a una més espessa.
Aquestes xarxes proteiques no es formen de manera infinitament proporcional al temps de tractament. A partir d'un cert punt (sovint al voltant de la 4a setmana de fermentació), a causa de l'alcalinització persistent del rovell (sense un augment considerable en la concentració de sals), les proteïnes adopten càrrega negativa. Això resulta en la formació d'una xarxa proteica més distesa respecte de la inicial, gràcies a la repulsió entre molècules peptídiques. Per altra banda, aquestes xarxes proteiques no només proporcionen textura gelatinosa, sinó que també eviten la deshidratació completa del rovell. Depenent de la sal implicada en la formació d'aquests cross-links es poden retenir més o menys molècules d'aigua. Per exemple, els ous tractats amb sals de plom presenten una composició més humida que no pas els fermentats amb sals de zinc o calci.
A banda d'adoptar textura gelatinosa, el rovell també es torna enganxós o adhesiu. En el rovell fresc, les proteïnes i lípids es troben emulsionats i distribuïts de forma uniforme, formant grànuls i micel·les. A l'inici del procés de fermentació es produeix un alliberament dels lípids a conseqüència de l'elevada concentració de sals penetrant en el rovell. Aquest fet, sumat a la pèrdua d'aigua, provoca un augment en l'adhesivitat. Aquesta textura no és constant ni al llarg del temps ni en tot el volum del rovell. La raó és que en presència de productes alcalins, la saponificació dels lípids lliures redueix la seva disponibilitat, disminuint-ne també l'adhesivitat. L'exterior del rovell adopta doncs una composició més ferma i menys enganxosa, a causa d'una major pèrdua d'aigua i una major arribada de productes alcalins. L'interior, en canvi, manté millor l'adhesivitat, tot i que també disminueix amb el temps de tractament.

En comparació amb el rovell fresc, la distribució dels components d'un rovell fermentat també és molt diferent. Proporcionalment a la capacitat de penetració dels compostos alcalins, poden observar-se grànuls diferenciats de lípids i proteïnes distribuïts irregularment. Això es deu a l'alliberament lipídic comentat anteriorment i a l'agregació de proteïnes desnaturalitzades. Els rovells tractats amb sals de plom mantenen millor la composició perquè afavoreixen l'alliberament de lípids els quals, en saponificar, generen una mena de capa protectora enfront de la deshidratació, reduint-ne també l'enduriment.

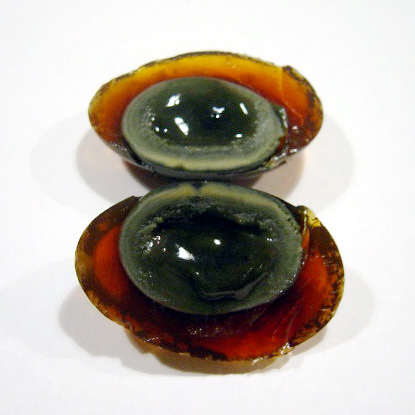
Ou obert

El rovell del pidan, respecte d'un rovell fresc, no només presenta diferències pel que fa a la textura, sinó que també en són obvis els canvis en la coloració i propietats òptiques. Per una banda, l'alliberament de lípids provoca un efecte de claredat en el color del rovell, a causa de l'augment en la reflexió dels rajos de llum. D'igual manera, aquest efecte de claredat és més o menys notable segons el color intrínsec dels tipus de sals emprades (les sals amb plom presenten colors foscos, tenyint-ne també el rovell). En l'interior del rovell es poden observar tons rogencs causats per la concentració dels carotenoides en resposta a la deshidratació de l'ou. En l'exterior, en canvi, l'oxidació dels fosfolípids superficials dona lloc a la formació de precursors dels pigments pirròlics, que permeten observar colors groguencs. Tot el rovell presenta tons marronosos a conseqüència de les reaccions químiques no enzimàtiques que tenen lloc entre els fosfolípids i els aldehids presents.

## Reaccions químiques i propietats de la clara
Igual que passa amb el rovell, la clara també pateix una sèrie de reaccions químiques durant el procés de fermentació. Aportaran la textura i aparença gelatinosa característica del pidan, així com el color marronós translúcid.
Tal com passa en el rovell, el fenomen d'osmosi juga un paper important en l'enduriment i gelatinització de l'albúmina. Això és perquè la pèrdua d'aigua a través de la closca, sumat a l'augment en concentració de sals i productes alcalins, té un efecte molt similar en les proteïnes. Per una banda, les proteïnes desnaturalitzades agreguen per tal de protegir els dominis hidrofòbics. Per l'altra, les proteïnes amb càrrega negativa (a causa del pH alcalí) formen crosslinks mediats pels cations provinents de les sals penetrants en l'ou.
Aquestes xarxes proteiques entre les proteïnes de la clara són més o menys estables segons la base emprada en la fermentació. Per exemple, el tractament amb hidròxid de potassi (KOH) genera cross-links més estables i regulars que el hidròxid de sodi (NaOH), aportant una textura més "gomosa" i menys humitat. La raó és que, com més consistents siguin les interaccions entre proteïnes, menys poden interaccionar amb les molècules d'aigua (a través dels grups carboxils carregats negativament), afavorint-ne així la deshidratació de la clara. Les sals emprades per a la fermentació també juguen un paper similar. El Pb4+ (plom), per exemple, al ser tetravalent pot unir alhora 4 proteïnes, disminuint-ne així la seva disponibilitat respecte de l'aigua. Les xarxes proteiques són afeblides amb el pas del temps a causa de la contínua penetració de base en la clara.
L'aparença física de la clara fermentada de l'ou centenari és un factor important en la seva comercialització, ja que ha de complir els estàndards esperats pels consumidors. Els crosslinks proteics també intervenen en la coloració i és que, en formar-se una xarxa més o menys ordenada de proteïnes, la clara adquireix capacitat per a reflectir la llum, tornant-se transparent i donant una aparença més clara a l'ou. El pidan també és característic pel color ambre que adopta la clara, resultat de la reacció de Maillard en condicions alcalines i a causa de l'addició de te negre en la solució de fermentació.

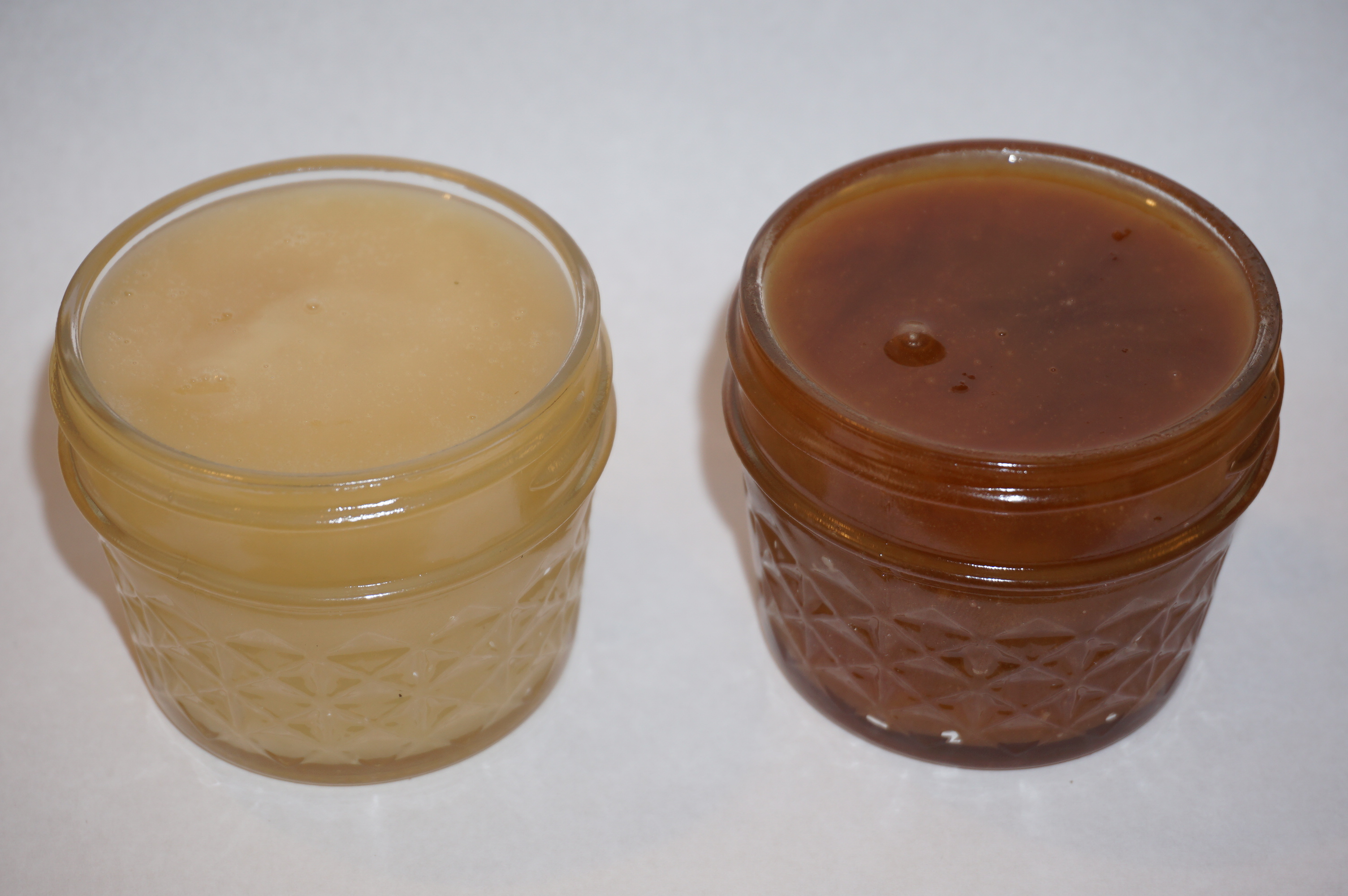
Exemple de reacció de Maillard en que es pot observar el canvi de color a marró.

La reacció de Maillard té lloc entre els grups carboxils de sucres reductors (de forma general també aldehids o cetones) amb els grups amino dels aminoàcids lliures (o de la cadena lateral de la lisina). Que ocorri o no depèn de diferents factors com poden ser la concentració de reactius (per exemple, els sucres s'han de trobar en conformació acíclica), la temperatura, l'activitat hídrica, el pH entre d'altres. El producte final són pigments marrons que, en el cas de la reacció de Maillard en pH alcalí, anomenem melanoides. Aquests pigments es formen a partir de diferents precursors (que aporten coloració groga) i a través de diferents vies. Al llarg del temps, augmenta la concentració de pigments a causa de l'afebliment dels crosslinks proteics, que allibera grups amino de les proteïnes amb els quals es pot dur a terme la reacció. Es tracta d'una reacció molt important en la fermentació del pidan a causa de l'elevada concentració de proteïnes i glucosa natural de la clara de l'ou (11% i 0,4% respectivament).
Per altra banda, l'addició de te negre xinès (Camellia sinensis) en la solució de fermentació també influeix en la coloració de la clara, gràcies a l'oxidació dels flavonoides presents (polifenols) en entorn alcalí. Es tracta d'una reacció depenent de pH, ja que a partir de pH 10.6 aquests compostos passen de ser incolors a tenir coloració groga. S'ha demostrat, però, que l'addició de te negre inhibeix la formació dels melanoides, disminuint la intensitat de color marró del producte final.
S'ha demostrat, però, que la reacció de Maillard pot tenir conseqüències negatives sobre el producte final, tot i ser necessària per a la producció de pidan amb les característiques adequades per a la seva comercialització. I és que, la modificació dels aminoàcids de l'ou (per exemple, de la lisina que és essencial) provoca que les proteïnes pateixin una davallada en quant a valor nutricional. La digestió també es veu dificultada, a causa de la inhibició dels enzims glicolítics i proteolítics. En casos extrems, la reacció de Maillard pot donar a la generació de compostos tòxics.

## Propietats nutricionals
El pidan té una composició nutricional diversa composta per diferents nutrients que poden variar en quantitat i composició durant el procés de fermentació alcanina.
| Proteïna | Greix | Carbohidrats | Cendra |
| -------- | ----- | ------------ | ------ |
| 13,1     | 10,7  | 2,2          | 2,3    |

### Àcids grassos
Els continguts de proteïna aparent i greixos són majors en el pidan que en els ous frescos. La varietat de greixos també augmenta, ja que l'ou centenari conté un ampli ventall d’àcids grassos amb diferent nombre de carbonis i nombre d'enllaços dobles en comparació als que presenten els ous frescos com, per exemple, el pidan presenta àcids grassos de 17 carbonis saturats (enllaços simples, 17:0) o àcids grassos de 18 carbonis amb 3 enllaços dobles (poliinsaturats, 18:3). El seu contingut en carbohidrats, per contra, és menor.
|              | 16:1 | 17:0 | 18:1 | 18:3 |
| ------------ | ---- | ---- | ---- | ---- |
| Ou fresc     | 8,1  | -    | 48,8 | -    |
| Ou centenari | 5,8  | 0,7  | 52,9 | 0,9  |

En comparació als ous frescos, la distribució del contingut en aigua del pidan és diferent ja que hi ha una transferència d’aigua de la clara cap al rovell al mateix temps que se n’allibera cap al medi des de la clara. Si el càlcul es fa sobre pesos secs, es pot veure un contingut proteic menor en el pidan, però major en aminoàcids i pèptids a causa de la hidròlisi de les proteïnes. Aquest canvi, per altra banda, no es troba en el rovell.

### Aminoàcids
La fermentació alcalina degrada les proteïnes de l'ou podent generar lisinoalanina (LAL), un aminoàcid no codificat en el codi genètic que es genera indesitjadament en el procés d'elaboració d'alguns aliments entre el grup amino d'una lisina i un residu de serina deshidratada i que comporta una pèrdua nutricional, reaccions de Maillard i un procés de racemització a D-enantiòmers, formes no assimilables pels humans. La formació de LAL i la racemització causa una pèrdua en proteïnes. Es pot evitar afegint aminoàcids o cations en la solució de conserva durant el procés de formació del pidan.
Alguns dels aminoàcids, en conseqüència, disminueixen la seva quantitat mentre que d'altres augmenten. Per exemple, la leucina, l'asparagina i la glutamina són sintetitzats durant la formació de l'ou centenari mentre que la lisina, la serina i la treonina es perden.
|                       | Leucina | Asparagina | Glutamina | Lisina | Serina | Treonina |
| --------------------- | ------- | ---------- | --------- | ------ | ------ | -------- |
| Rovell d'ou fresc     | 86      | 89         | 110       | 70     | 99     | 60       |
| Rovell d'ou centenari | 88      | 93         | 114       | 58     | 86     | 63       |
| Clara d'ou fresc      | 81      | 91         | 123       | 61     | 67     | 67       |
| Clara d'ou centenari  | 83      | 91         | 124       | 42     | 65     | 65       |

### Vitamines A i B
Gràcies a estudis més específics amb rates, es va poder determinar què els passava a certs components vitamínics, com la vitamina A i B. Els experiments es van fer amb dietes molt restringides a rates per causar-los deficiències nutricionals (pèrdua de pes en els dos casos i xeroftàlmia amb la deficiència de vitamina A) per veure la seva recuperació un cop se’ls subministrés el rovell del pidan. A més, també es va veure l’efecte en lesions òssies raquítiques per deficiència de vitamina D i calci. Si, un cop se'ls subministra el rovell del pidan la seva condició millora, la vitamina en qüestió no es deteriora després del tractament alcalí del pidan. Si, en canvi, només hi ha millores amb els ous frescos, el compost es desestabilitza i es perd després de la conserva.
Així doncs, es pot veure que els continguts en vitamina A no es veuen afectats perquè les condicions bàsiques del tractament alcalí no comprometen l'estabilitat de la vitamina. Per contra, la vitamina B sí que es veu afectada pels mateixos, deteriorant-se després de la fermentació.
Paral·lelament, gràcies als resultats obtinguts per raig X, es pot veure que les lesions òssies de les rates a les quals se'ls ha donat qualsevol forma de rovell d'ou s'alleugeren en comparació a les malaltes. De totes maneres, els resultats són més forts quan se'ls subministra rovell fresc en contra de rovell de pidan, tot i que també tingui cert efecte beneficiós en aquest cas.
|              | Vitamina A (IU) | Vitamina B1 (mg) | Vitamina B2 (mg) |
| ------------ | --------------- | ---------------- | ---------------- |
| Ou fresc     | 1380            | 0,15             | 0,37             |
| Ou centenari | 940             | 0,02             | 0,21             |

### Vitamina B₁₂
La vitamina B₁₂ només la poden sintetitzar certs microorganismes i es troba, sobretot, en els grans depredadors de la cadena tròfica, és a dir, l’obtenció d’aquesta vitamina és mitjançant el consum de carn, peix, marisc, llet i ous.
En els ous frescos, la major part de la vitamina B₁₂ es troba al rovell encara que la seva biodisponibilitat no sigui gaire gran. En canvi, en el pidan, després de realitzar assajos microbiològics i una cromatografia per saber-ne la distribució, es va veure que part de la B12 del rovell passa a la clara a causa de la desnaturalització i reestructurament de les proteïnes gràcies al tractament alcalí. En total, hi ha, per cada 100 grams, 1,9µg de B12 al rovell i 0,8µg a la clara.
Per altra banda, diferents assajos exposen que la B12 present al pidan es troba en forma biodisponible pels humans. La vitamina, a més, és fàcilment digerible en comparació a la que es troba en ous de gallina perquè un 52% de la vitamina és alliberada en el pidan mentre que només un 10% s’allibera en els ous durs de gallina.

## Seguretat
La seguretat respecte al consum de pidan és una preocupació general en els col·lectius consumidors. Existeix el rumor de que són cancerígens o que es fan submergint-los en orina de cavall, però cap d'aquestes afirmacions és certa. Els ous preparats correctament, de forma general, no haurien de suposar cap perill per a la salut.
És conegut generalment que el consum d’ous crus o insuficientment cuinats pot provocar intoxicacions alimentàries, principalment a causa d'infeccions bacterianes. Els ous centenaris no donen aquest tipus de problemes, ja que atès el procés de fermentació alcalina, no estan crus com a tal i poden consumir-se directament. Al final del procés de curació, les propietats físico-químiques de l’ou impedeixen el creixement de microorganismes patògens. Els bacteris dels gèneres Salmonella, Staphylococcus i Bacillus són importants contaminants en els ous frescos, però no poden créixer en pH superiors a 8,8 (el pH mitjà d’un ou preservat és d’11). Si el procés de fermentació s’ha dut a terme correctament, tampoc poden créixer dins de l’ou, ja que, a causa de la deshidratació, no hi ha prou aigua disponible per a la seva proliferació.
Per altra banda, una altra qüestió rellevant en la seguretat del pidan és la presència de metalls pesants i és que sovint es troben en la solució de fermentació perquè n’acceleren el procés. Tradicionalment, s’usaven sals de plom (Pb), les quals han quedat substituïdes a causa de la seva toxicitat fins i tot en dosis baixes. Les alternatives amb zinc (Zn) o coure (Cu), tot i ser més segures que el plom, no deixen de ser igual de problemàtiques pel que fa a l’acumulació de metalls en l’organisme. Així doncs, recau en el comprador la responsabilitat de consumir pidan elaborat amb alternatives segures que no continguin metalls pesants, igual que en les agències de seguretat alimentària de cada país de regular-ne la seva distribució.

### Procès de producció
Pel que fa al procés de producció de l’ou mil·lenari, hi ha una sèrie de punts de control i aspectes a tenir en compte per tal que el producte sigui el més segur possible per als consumidors. En primer lloc, caldria seguir una recepta validada per l’agència de seguretat alimentària del país, podent així assegurar les propietats del producte final. Aquestes propietats són les que eviten la proliferació de microorganismes en el pidan. Concretament, cal que el pH final sigui superior a 9 i que l'activitat hídrica (aw, indica de forma general l’aigua disponible per al creixement microbià) sigui inferior a 0.92. Seguint una recepta validada, és més fàcil poder obtenir un producte amb les característiques adequades. D’igual manera, cal al final del procediment cal assegurar que el pidan compleix els requisits per a la seva comercialització.
Per altra banda, cal evitar la contaminació inicial en els ous usats. Hi ha diversos estudis que demostren que la fermentació d’ous inicialment contaminats no elimina del tot la càrrega microbiana. I és que, tot i disminuir-ne el nombre de cèl·lules viables en el producte final, en el 40% de les mostres encara podien detectar-se bacteris com S.enteriditis entre d'altres. És per això que seria convenient mantenir refrigerats els ous crus abans de tractar-los, per evitar la proliferació dels microbis. D’igual manera, per a limitar els contaminants inicials, caldria netejar amb aigua potable i assecar la closca dels ous, per a retirar, en la mesura del possible, les restes de terra i femtes. No haurien d’utilitzar-se ous excessivament bruts, així com ous amb la closca trencada o d'origen desconegut (cal assegurar que siguin de granges homologades i que compleixin la legislació). També cal tenir en compte i verificar que els materials usats per a envoltar l’ou no estiguin contaminats, ja que, la coberta en si, evita la crosscontaminació de microorganismes que farien malbé el producte.
Per acabar, cal evitar seguir receptes que utilitzin sals de metalls pesants en la solució de fermentació. I és que, tot i que n’accelerin el procés i assegurin en certa manera la qualitat del producte final, són perjudicials per a la salut. Cada país té la seva legislació, i algunes alternatives sense plom amb altres metalls poden estar permeses. Si el pidan té una olor molt forta a sofre o a amoníac (fora del normal) podria indicar que el procés de fermentació no s’ha dut a terme correctament i, per tant, no seria segur consumir-lo.

## Ús
L'ou centenari es consuemeix directament, no cal cuinar-lo degut a que la fermentació alcalina el fa segur i lliure de microorganismes contaminants. Sovint se serveix com un aperitiu o condiment, acompanyat de salsa de soja però sense arribar a més preparació. També, acostuma a servir-se com a acompanyant d'altres plats principals.
En la cuina cantonesa se sol servir juntament amb arrel de gingebre, o bé, embolicat en làmines de gingebre encurtit. Algunes receptes de Xangai el preparen juntament amb el tofu. A Taiwan és molt popular juntament amb el tofu i el katsuobushi, la salsa de soia i l'oli de sèsam, tot això disposat de forma similar que el japonès hiyayakko. A moltes cases xineses se sol preparar tallat en petits daus que es couen amb arròs i porc (en xinès: 皮蛋瘦肉粥; Pinyin: pídàn shòuròu zhōu), éssent l'arròs congee, el porc picat i l'ou centenari els principals ingredients.
De forma menys tradicional, el pidan pot consumir-se com a farciment d'una truita francesa, en amanides, saltats de verdures, sushi o, fins i tot, en plats de pasta.

### Consum
Tot i la gran varietat d'usos culinaris que pot tenir l'ou mil·lenari, cal vigilar i moderar-ne el consum. El pidan no deixa de ser un ou i, per tant, el consum excessiu podria provocar problemes de colesterol, degut a la considerable quantitat de greixos i kcal que conté el rovell. Per altra banda, contenen gran quantitat de sodi, degut als compostos de la solució de fermentació. L'excés pot provocar problemes cardiovasculars i d'hipertensió. Per acabar, en cas d'ous fermentats en solucions amb metalls pesants, cal reduir-ne el seu consum per tal d'evitar-ne l'acumulació.